# توماس اینکویست
 توماس اینکویست (انگلیسی: Thomas Enqvist؛ زاده ۱۳ مارس ۱۹۷۴) یک تنیس‌باز اهل سوئد است.